# Noventa Vicentina
Noventa Vicentina ist eine italienische Gemeinde (comune) mit 9105 Einwohnern (Stand 31. Dezember 2023) in der Provinz Vicenza in Venetien. Die Gemeinde liegt etwa 29 Kilometer südlich von Vicenza. Noventa Vicentina grenzt unmittelbar an die Provinz Padua. Sie ist die südlichste Gemeinde in der Provinz Vicenza.

## Wirtschaft
Neben der Landwirtschaft sind in der Gemeinde einige textil- und metallverarbeitende Betriebe angesiedelt. Der japanische Komatsu-Konzern hat hier seinen Sitz.

## Töchter und Söhne der Gemeinde
- Paolo Birro (* 1962), Jazzmusiker
- Valeria Cappellotto (1970–2015), Radrennfahrerin
- Paolo Andreolli (* 1972), römisch-katholischer Ordensgeistlicher und Weihbischof in Belém do Pará in Brasilien
- Marta Tagliaferro (* 1989), Radsportlerin
- Giammarco Levorato (* 2003), Autorennfahrer

- Elena Bottaro, Balletttänzerin